# Lukas Pfretzschner
Lukas Pfretzschner (* 13. Januar 2000 in Dachau) ist ein deutscher Volleyball- und Beachvolleyballspieler.

## Karriere Halle
Pfretzschner spielte seit 2010 Hallenvolleyball in seiner Heimatstadt beim ASV Dachau, mit dem er 2015 in Magdeburg in der Altersklasse U16 Deutscher Meister wurde. Langjähriger Trainer war Josef Wolf. 2015/16 wurde er in der Zweiten Bundesliga eingesetzt und 2016/17 war er in der dritten Liga Stammspieler. 2017 wurde er mit dem ASV Dachau (zusammen mit seinem jüngeren Bruder Simon) in Bitterfeld deutscher U18-Meister. Pfretzschner war auch in der Junioren-Nationalmannschaft aktiv. 2017/18 spielte er beim VC Olympia Berlin in der zweiten und 2018/19 in der Ersten Bundesliga.

## Karriere Beach
Pfretzschner ist seit 2015 auch im Beachvolleyball aktiv. Mit Luis Klimpe und Vincent Graven spielte er auf zahlreichen Bayerischen und Deutschen Jugend-Meisterschaften. Von Juli 2016 bis 2017 war der Bitterfeld-Wolfener Robin Sowa sein Standardpartner. Pfretzschner/Sowa wurden auf Anhieb im tschechischen Brno U18-Europameister. 2017 belegte Pfretzschner mit Julius Thole bei der U21-WM in Nanjing den neunten Platz. Mit Markus Böckermann nahm Pfretzschner im selben Jahr an der deutschen Meisterschaft in Timmendorfer Strand teil, da dessen Partner Lars Flüggen verletzt ausfiel. 2018 wurde er mit Filip John in Nanjing U19-Vizeweltmeister. Bei den Olympischen Jugendspielen 2018 in Buenos Aires erreichten sie den fünften Rang. Seit 2019 war Robin Sowa wieder sein Partner. Pfretzschner/Sowa starteten auf der Techniker Beach Tour und auf der FIVB World Tour. Bei der U21-WM in Udon Thani wurden sie Fünfte, bei der U22-EM in Antalya Zweite und bei der deutschen Meisterschaft Neunte. 2020 starteten sie mit einem dritten Platz beim 2-Sterne-Turnier in Phnom Penh. Im Juli gewann Pfretzschner in Düsseldorf mit dem Niederländer Steven van de Velde das erste Turnier der Comdirect Beach Tour 2020. 2021 gewannen Pfretzschner/Sowa das letzte Turnier der Qualifier-Serie für Timmendorf in Berlin. Mit Nils Ehlers wurde Pfretzschner bei der Europameisterschaft in Wien im August 2021 Fünfter. Anfang September erreichten Pfretzschner/Sowa bei der deutschen Meisterschaft Platz fünf. Beim letzten 4-Sterne-Turnier der World Tour im November in Itapema wurden sie Neunte.
Auf den Turnieren der neugeschaffenen World Beach Pro Tour 2022 konnten Pfretzschner/Sowa zunächst keine vorderen Platzierungen erreichen. Erst im Juli erreichten sie beim Elite16-Event im Schweizerischen Gstaad Platz fünf. Auf der German Beach Tour 2022 erreichten sie die Plätze drei, zwei und drei und gewannen das Turnier in Hamburg und bei der deutschen Meisterschaft erneut Platz fünf. Bei den Turnieren der World Beach Pro Tour 2023 konnten sich Pfretzschner/Sowa bisher nicht für das Hauptfeld qualifizieren. Auf der German Beach Tour 2023 gewannen sie Anfang Juni erneut das Turnier in Hamburg. Beim letzten Turnier der Saison in Berlin standen die beiden erneut ganz oben auf dem Treppchen. Bei der deutschen Meisterschaft wurden sie Vierter.
Seit Ende 2023 ist Sven Winter Pfretzschners Partner. Bei den Challenge-Turnieren auf der Beach Pro Tour erreichten sie in Goa Platz vier und in Chiang Mai Platz fünf. Beim Start der Beach Pro Tour 2024 im April erreichten Pfretzschner/Winter bei den Challenge-Turnieren in Guadalajara Platz zwei und in Xiamen Platz drei. Im Sommer wurden sie bei den Elite16-Turnieren Neunte in Ostrava, Dreizehnte in Gstaad und Neunte in Wien. Auf der German Beach Tour 2024 gewannen sie das Turnier in Düsseldorf und wurden Dritte in München. Bei der Europameisterschaft in den Niederlanden im August verletzte sich Pfretzschner gleich im ersten Spiel und musste das Turnier abbrechen. Auch bei der deutschen Meisterschaft konnte er daher nicht antreten.